# Високе (Казахстан)
Висо́ке (каз. Высокое) — село у складі Айиртауського району Північноказахстанської області Казахстану. Входить до складу Каратальського сільського округу.
Населення — 61 особа (2021; 145 у 2009, 221 у 1999, 294 у 1989).
Національний склад станом на 1989 рік:
- росіяни — 47 %
- казахи — 24 %.